# Euphyia inangulata
Euphyia inangulata är en fjärilsart som beskrevs av Max Joseph Bastelberger 1908. Euphyia inangulata ingår i släktet Euphyia och familjen mätare. Inga underarter finns listade i Catalogue of Life.